# Mimersgade
|  | Denne artikel omhandler Mimersgade i København. Der findes også en Mimersgade i Horsens. |
Mimersgade er en gade på det Ydre Nørrebro i København, der løber mellem Jagtvej og Nørrebro Station. Gaden er ca. en kilometer lang.
Området omkring gaden er kendt som Mimersgadekvarteret, hvor gaderne har navne efter gamle nordiske guder og helte. Mimer er i den nordiske mytologi den jætte, der vogter visdommens brønd. Odin pantsatte sit ene øje hos ham for at få lov at drikke af brøndens vand.
Mimersgade består overvejende af beboelse i etagebyggeri. I den sydøstlige ende af gaden ligger der en større kontorbygning, der blandt andet rummer en filial af Arbejdernes Landsbank samt hovedkontoret for Magistrenes Arbejdsløshedskasse. I den nordvestlige ende ligger der en række småforretninger herunder en cykelsmed, to kiosker og et par pizzeriaer. I denne ende af Mimersgade ligger også Nørrebrohallen, hvor gaden krydses af den grønne cykelrute, der løber fra Valby til Emdrup over Nørrebro og Frederiksberg.
Mimersgade har gennem årene været plaget af en del trafik. I 2009 valgte Københavns Kommune derfor at spærre gaden for gennemkørsel mellem Hamletsgade og Bragesgade.

## Mimersgades historie
Gaderne i Mimergadekvarteret løber i flere tilfælde langs de gamle mark- og grundskel. Således er Mimersgades forløb stort set identisk med skelgrænsen mellem Kløvermarken og den såkaldte Rådmandsmark.
På et kort fra 1865 ses Mimersgade blot opført som en smal vej mellem markerne på Rådmandsmarken, fra Lygten til Jagtvej, men få år efter kom byggeriet i gang. Mange af bygningerne i Mimersgadekvarteret er store, solide karreer bygget af håndværksmestre i 1880’erne og 1890’erne. Men selv i 1915 var Mimersgade endnu ikke ført igennem i hele sit forløb, og den østlige del af gaden blev først anlagt i 1920’erne. Så selvom den er en af de markante gader i kvarteret i dag, er det samtidig en af de yngste.
Mimersgade blev først navngivet i 1925 og 1931. Før 1925 hed stykket øst for Heimdalsgade Rosagade, og frem til 1931 hed stykket vest for Heimdalsgade Slejpnersgade. Indtil 1930 var Mimersgade nemlig skåret over af en jernbanestrækning, der krydsede gadeforløbet ved Heimdalsgade, hvor der i dag er en lille park.
På Mimersgade ligger bl.a. Rådmandsgades Skole. Det var en blandt en hel håndfuld af skoler, der blev opført i området i 1880’erne, for at imødekomme de mange nye bygninger og den deraf følgende befolkningstilvækst. Såvel skole som lærerværelse var indtil for få årtier siden strengt kønsopdelte. Skolen er moderniseret og udvidet flere gange siden og er i dag Nørrebros største skole. Skolen fungerer også som valgsted for det lokale valgdistrikt.

Store dele af området omkring Mimersgade blev saneret i 1970’erne og 1980’erne, samtidig med Den sorte firkant. I Mimersgade er der få bygninger der er vurderet som af høj bevaringsværdi. Det gælder kun for Nørrebrohallen samt hele karréen med den bølgende facade mellem Thorsgade og Jagtvej, på begge sider af Mimersgade. Nr. 102-08 er Heimdalsborg, som der står på huset – flankeret af to lurer med kæder er synlig fra Nørrebrogade. Over indskriften er der en trekantsfronton med et ovalt vindue.

## Fodnoter
1. ↑  Københavnske gadenavnes historie af Bent Zinglersen. Politikens Forlag, 1979. S. 150. ISBN 87-567-3200-7
2. ↑  Storbyens Stednavne af Bent Jørgensen. Gyldendal, 1999. S. 198. ISBN 87-00-35610-7
3. ↑  ”Fokus på Nørrebro 2 – Folkeskolerne” (Komité Nørrebro, 2000)

## Læs mere
- Til højre og venstre for Mimersgade Tekst: Morten Runge, Fotos: Heine Pedersen (Fonden Realdania, 2005)
- Nørrebro – træk af en bydels historie (Nørrebro Lokalhistoriske Forening og Arkiv 1997)